# متحف شوشا التاريخي
متحف شوشا التاريخي – (بالأذرية: Şuşa Tarix Muzeyi) هو المتحف ينتمي إلى القرن التاسع عشر واقع في المدينة العريق شوشا لأذربيجان.

## تاريخ المتحف
كان يقع في شوشا. عرض في المتحف الصور النادر تعكس تاريخ مدينة شوشا، والوثائق تتعلق ببداية القرن التاسع عشر-العشرين ومخططات وصور ونماذج البيوت ذات الأهمية التاريخية. كان تتعرض المعارض ومثيرة للاهتمام عن الكتاب وعلماء الموسيقى والمطربيين الأذربيجانيين المعرفيين الذين نشاء في مدينة شوشا.
في قسم الفنون والحرف والأنشطة كان يحتفظ نموذج النسيج الفني والسجاد منسوج في شوشا والقرى المجاورة والنموزج الفخار والأغراض الفنية القيمة.
كان يعمل المتحف شوشا التاريخي حتى مايو لعام 1992 وتوقف فعاليته بعد احتلال مدينة شوشا من قبل الأرمن.
ولم يكن من الممكن إنقاذ العديد من المعروضات.